# Malu, Giurgiu
Malu este o comună în județul Giurgiu, Muntenia, România, formată numai din satul de reședință cu același nume.
Între anii 1417-1829 a făcut parte din Raiaua Giurgiu (Kaza Yergöğü) a Imperiului Otoman.

## Așezare
Comuna se află în sud-vestul județului, pe malul stâng al Dunării, la granița cu regiunea Ruse din Bulgaria. Este străbătută de șoseaua națională DN5C, care leagă Giurgiu de Zimnicea.

## Demografie
Componența etnică a comunei Malu
     Români (94,46%)
     Alte etnii (5,54%)
Componența confesională a comunei Malu
     Ortodocși (94,21%)
     Alte religii (0,44%)
     Necunoscută (5,35%)
Conform recensământului efectuat în 2021, populația comunei Malu se ridică la 2.056 de locuitori, în scădere față de recensământul anterior din 2011, când fuseseră înregistrați 2.500 de locuitori. Majoritatea locuitorilor sunt români (94,46%). Din punct de vedere confesional, majoritatea locuitorilor sunt ortodocși (94,21%), iar pentru 5,35% nu se cunoaște apartenența confesională.

## Politică și administrație
Comuna Malu este administrată de un primar și un consiliu local compus din 11 consilieri. Primarul, Florea Urucu[*], de la Partidul Social Democrat, este în funcție din 1 noiembrie 2024. Începând cu alegerile locale din 2024, consiliul local are următoarea componență pe partide politice:
|  | Partid                          | Consilieri | Componența Consiliului | Componența Consiliului | Componența Consiliului | Componența Consiliului | Componența Consiliului | Componența Consiliului |
|  | ------------------------------- | ---------- | ---------------------- | ---------------------- | ---------------------- | ---------------------- | ---------------------- | ---------------------- |
|  | Partidul Social Democrat        | 6          |                        |                        |                        |                        |                        |                        |
|  | Partidul Național Liberal       | 4          |                        |                        |                        |                        |                        |                        |
|  | Alianța pentru Unirea Românilor | 1          |                        |                        |                        |                        |                        |                        |

## Istorie
Primele așezări din zona satului Malu au fost fondate în preajma lui 1445, pe teritoriul raialei Giurgiu din Imperiul Otoman, fiind la un moment dat proprietatea unui turc bogat, pe nume Ismail Efendi. Acest teritoriu a fost retrocedat Țării Românești în 1829. În 1864, teritoriul a fost organizat în comune, astfel că la sfârșitul secolului al XIX-lea, comuna Malu făcea parte din plasa Marginea a județului Vlașca și era formată din satele Malu de Jos și Malu de Sus. Comuna avea o biserică și o școală mixtă cu 83 de elevi. Anuarul Socec din 1925 o consemnează în plasa Dunărea a aceluiași județ, având 2383 de locuitori în satele Malu și Guțu.
În 1950 a fost transferată raionului Giurgiu din regiunea București, satul Guțu dispărând în timp. În 1968, comuna a trecut la județul Ilfov, dar a fost desființată și inclusă în comuna Vedea. În 1981, o reorganizare administrativă regională a dus la transferarea comunei Vedea la județul Giurgiu. Comuna Malu a fost reînființată în 2003 în forma actuală.

## Monumente istorice
Singurul obiectiv din comuna Malu inclus în lista monumentelor istorice din județul Giurgiu ca monument de interes local, clasificat ca monument de arhitectură, este biserica „Sfântul Ioan Botezătorul” și „Sfinții 40 de Mucenici” (1844) din Malu.